# 이태곤 (연출가)
이태곤은 대한민국 드라마 연출 프로듀서이다. 1993년 MBC에 입사해 조연출을 햇수로 7년 동안 했다. 데뷔작은 MBC 베스트극장 《동보씨의 파랑새》이며, 장편 드라마 데뷔작은 《12월의 열대야》이다.

## 학력
- 한양대학교 신문방송학과 학사

## 경력
- MBC 드라마본부 PD
- MBC 드라마본부 차장
- JTBC 프로듀서
- 제이에스픽쳐스 프로듀서
- 쏘울픽쳐스 프로듀서
- 풍년전파상 대표

## 연출 작품

### 드라마
| 연도   | 제목                                              | 역할 | 작가                             | 참고   |
| ------ | ------------------------------------------------- | ---- | -------------------------------- | ------ |
| 1999년 | MBC 일일드라마 《날마다 행복해》                  | 연출 | 이정선                           |        |
| 2000년 | MBC 베스트극장 《동보씨의 파랑새》                | 연출 | 김성희                           | 데뷔작 |
| 2000년 | MBC 베스트극장 《카이코우라로 가는 기차》         | 연출 | 손은혜                           |        |
| 2000년 | MBC 베스트극장 《움딸》                           | 연출 | 신경희                           |        |
| 2001년 | MBC 일요 아침드라마 《짝》                        | 연출 | 김인영, 최윤정                   |        |
| 2001년 | MBC 베스트극장 《사랑하는 혜수 언니》             | 연출 | 김인영                           |        |
| 2001년 | MBC 베스트극장 《미필적 고의에 의한 사랑》        | 연출 | 민효정                           |        |
| 2001년 | MBC 베스트극장 《담배가게 아가씨》                | 연출 | 양승완                           |        |
| 2002년 | MBC 베스트극장 《삼강오륜과 핑크레이디》          | 연출 | 양승완                           |        |
| 2002년 | MBC 베스트극장 《눈물보다 아름다운 유산》         | 연출 | 김지혜                           |        |
| 2002년 | MBC 베스트극장 《악연》                           | 연출 | 여은희                           |        |
| 2002년 | MBC 베스트극장 《잃어버린 우산》                  | 연출 | 박지현                           |        |
| 2004년 | MBC 수목 미니시리즈 《12월의 열대야》             | 연출 | 배유미                           |        |
| 2005년 | MBC 베스트극장 《내 인생의 네비게이터》           | 연출 | 김인영                           |        |
| 2005년 | MBC 월화드라마 《변호사들》                       | 연출 | 정성주                           |        |
| 2006년 | MBC 일일드라마 《사랑은 아무도 못말려》           | 연출 | 정현정                           |        |
| 2008년 | MBC 주말 특별기획 드라마 《내생애 마지막 스캔들》 | 연출 | 문희정                           |        |
| 2009년 | SBS 주말 특별기획 《그대, 웃어요》                | 연출 | 문희정                           |        |
| 2010년 | MBC 일요 드라마 극장 《도시락》                   | 연출 | 여은희                           |        |
| 2011년 | JTBC 주말 특별기획 《인수대비》                   | 연출 | 정하연                           |        |
| 2013년 | JTBC 월화 미니시리즈 《네 이웃의 아내》           | 연출 | 강지연, 유원, 이준영, 민선       |        |
| 2015년 | JTBC 금토 미니시리즈 《사랑하는 은동아》          | 연출 | 백미경                           |        |
| 2016년 | JTBC 금토 미니시리즈 《청춘시대》                 | 연출 | 박연선                           |        |
| 2017년 | JTBC 금토 미니시리즈 《청춘시대 2》               | 연출 | 박연선                           |        |
| 2019년 | JTBC 월화 미니시리즈 《검사내전》                 | 연출 | 이현, 서자연 박연선 (크리에이터) |        |
| 2021년 | 카카오TV 오리지널 드라마 《이 구역의 미친 X》     | 연출 | 김민경                           |        |

### 영화
| 연도   | 제목            | 역할         | 참고     |
| ------ | --------------- | ------------ | -------- |
| 2006년 | 《국경의 남쪽》 | 방송국 PD 역 | 특별출연 |